# Slemenice
Slemenice je vesnice v Chorvatsku, v Mezimuřské župě. Je administrativní součástí města Čakovec. V roce 2021 zde žilo 215 obyvatel.
Vesnice vznikla v 19. století, status samostatného sídla získala však až v roce 1900, předtím byla součástí sousedního Mačkovce. Na prvním vojenském mapování zobrazena není, na druhém je zobrazena pouze samota Zelena Ošterija (v překladu zelená hospoda, což napovídá tomu, že zde stál hostinec). Na třetím vojenském mapování z let 1869 až 1887 zde stál panský dvůr nazývaný Slemenica.